# Glenentela serrata
Glenentela serrata is een keversoort uit de familie somberkevers (Zopheridae). De wetenschappelijke naam van de soort werd in 1893 gepubliceerd door Thomas Broun.